# Stämpfli SA
Pour les articles homonymes, voir Stämpfli.
Stämpfli Groupe SA est une maison d'édition suisse et une entreprise de l'industrie graphique basée à Berne. Le groupe d'entreprises comprend cinq filiales. La sixième génération est dirigée par les frères Rudolf et Peter Stämpfli.

## Domaine d'activité
Le cœur de métier du groupe Stämpfli comprend la conception, la création et la production de publications, ainsi que la logistique et l'intégration des systèmes de gestion de contenu. 
Stämpfli all media (intégré en 2012 à Stämpfli SA) développe et met sous licence des logiciels proposant des communications fonctionnant avec une base de données et des systèmes de gestion de contenu, en Suisse et à l'étranger. Cette société fournit l'hébergement et d'autres services informatiques. 
Avec Stämpfli Éditions, le groupe est actif en tant que maison d'édition de livres, imprimés ou électroniques, dans le domaine du droit et des sciences politiques. Ce domaine comprend une librairie de vente par correspondance. La maison d'édition est copropriétaire de la base de données juridiques Swisslex (de).

## Histoire

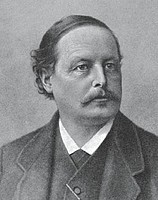
Karl Stämpfli (1844-1894).

Au XVIe siècle, aucun imprimeur ne parvenait à maintenir son entreprise sur la durée à Berne, c'est pourquoi une « Haute autorité de l'imprimerie » est fondée en 1599 par le gouvernement, qui fournit un bâtiment, choisit un imprimeur, et fait des commandes tout en fixant les prix. 
En 1799, Gottlieb Stämpfli (1770-1807) devient imprimeur gouvernemental après avoir travaillé douze ans dans cette institution. Son épouse Marie Albertine Stämpfli née Ernst (1784-1836) reprend la direction lors de son décès. Ludwig Albrecht Haller devient le nouvel imprimeur du gouvernement en 1814. Marie Albertine Stämpfli qui a perdu le privilège gouvernemental continue cependant à diriger son entreprise, devenue indépendante, et reçoit en compensation l'impression du calendrier « Hinkende Bot » (le Messager boiteux, encore imprimé par les éditions Stämpfli au XXIe siècle). 
Carl Samuel Stämpfli (1806-1846) succède à sa mère en 1828, il modernise l'entreprise. Sa veuve Maria-Friederike Luise Stämpfli vend l'entreprise en 1848 à Gottlieb Hünerwadel (1808-1877, un théologien devenu employé dans la fonction publique puis imprimeur). En parallèle, elle donne une bonne formation à son fils aîné Karl Stämpfli (1844-1894), dans l'idée de finalement racheter l'entreprise. En 1867, Karl Stämpfli devient associé dans l'entreprise Hünerwadel, puis il fait son acquisition en 1871. Entreprenant, il fait construire un bâtiment industriel à l'extérieur de la ville, où l'imprimerie déménage en 1877. Il est aussi actif en politique et devient conseiller national. 

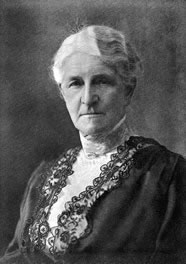
Emma Stämpfli-Studer.

Karl Stämpfli et Emma Stämpfli-Studer ont à cœur le bien-être de leurs employés. Ils créent une crèche et Emma restera active dans ce domaine et dans des organisations à but non lucratif comme Pro Juventute. À la mort de son mari en 1894, Emma Stämpfli-Studer devient la troisième directrice femme de l'histoire de l'entreprise. En 1895, elle fonde une caisse maladie, d'invalidité et de décès pour le personnel de son imprimerie. En 1906, elle remet l'imprimerie à ses fils, Wilhelm et Rudolf Stämpfli. Ils introduisent les « Monotypes » en 1919. 
La publication par Stämpfli de l'horaire national des transports publics Conducteur débute en 1891 et continuera durant presque tout le XXe siècle. 
À la suite des frères Wilhelm (1875-1958) et Rudolf Stämpfli (1881-1960), ce sont à nouveau deux frères de la famille qui ont dirigé l'entreprise dès 1953 : Jakob (1922-2013) et Samuel Stämpfli (1920-2001), puis dès 1988 Rudolf et Peter Stämpfli. 
Comme toutes les entreprises opérant dans le secteur de l'imprimerie, Stämpfli est passée des machines typographiques au plomb, aux rotatives (1951), puis à la production numérique. La société informatique Stämpfli all media est créée en 1996, elle déménage dans un nouveau bâtiment en 2003, puis en 2006 une succursale est ouverte à Zurich. D'autres le sont en 2007 à Varsovie et en 2015 à Brégence (Autriche).

## Publications
- Commentaire bernois